# Хербалайф
Хербалайф Нутришън (на английски: Herbalife Nutrition) е компания със седалище в Лос Анджелис, САЩ, която продава хранителни добавки, включително за регулиране на теглото, чрез метода на маркетинг на много нива от дистрибутори. Създадена е от Марк Хюз през 1980 г. Бизнесът ѝ се помещава на Каймановите острови.
Федералната търговска комисия на САЩ, както и много независими експерти, считат Хербалайф за финансова пирамида, заявявайки, че „практически е невъзможно да се печелят пари, продавайки продукти на компанията“.
Програмата на Хербалайф е разработена със съдействието на специалисти в областта на храненето, билките и производството. След като постига успех в САЩ, след няколко години компанията започва да разпространява продуктите си в Канада, Великобритания и Австралия. Постепенно продуктите се разпространяват в повече от 54 държави по света.
Освен мрежата си от независими дистрибутори компанията има повече от 1000 служители. От 1986 г. е в списъка на стоковата борса Насдак в САЩ и се преименува на Herbalife International. През 2002 г. е осъществила крайни продажби за около 2 милиарда долара. От 2004 г. акциите на Herbalife се котират на Нюйоркската фондова борса (NYSE)
Компанията има официални представителства в 75 страни.